# 4248 Ranald
4248 Ranald (1984 HX) là một tiểu hành tinh vành đai chính được phát hiện ngày 23 tháng 4 năm 1984 bởi Alan C. Gilmore và Pamela M. Kilmartin ở Lake Tekapo.